# ساويتي
ديامونتي كيافا فالنتين هاربر (من مواليد 2 يوليو 1993)، والمعروف باسم ساويتي (/səˈwiːti/) ، هي مغني راب أمريكية.  بعد إصدار أغنيتها المنفردة الأولى «أيسي غيرل» في عام 2018 ، وقعت مع شركة التسجيلات الموسيقية ماكس جوس التي كان مديرها آنذاك آرتستري ورلدوايد، وهي شركة تابعة لشركة وارنر  ريكوردز.

## النشأة والتعليم
وُلدت ساويتي ديامونت هاربر في 2 يوليو 1993 ، لأم فلبينية صينية وأب أمريكي من أصل أفريقي ، نشأت وترعرعت في هايوارد ، كاليفورنيا وأمضت معظم حياتها في منطقة خليج سان فرانسيسكو ، لكنها أنهت دراستها الثانوية في إلك غروف ، كاليفورنيا ، في سن الرابعة عشرة بعد المدرسة الثانوية ، ذهبت إلى جامعة ولاية سان دييغو قبل الانتقال إلى جامعة جنوب كاليفورنيا حيث درست الاتصالات والأعمال هناك ، و بعد التخرج بدأت في التركيز على حياتها المهنية في موسيقى الراب.

## المهنة

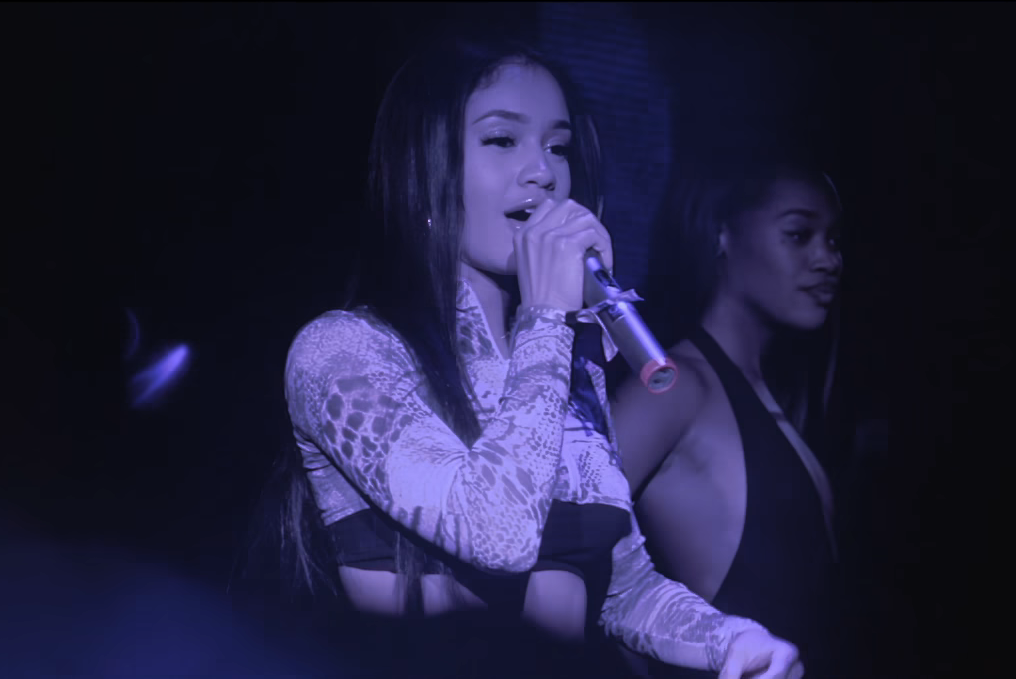
المغنية ساويتي عام 2018

بدأت ساويتي في نشر مقاطع لها قصيرة وهي تغني الراب على حسابها في إنستغرام في عام 2016 ، اصدرت أول أغنية لها في صيف عام 2017 "Icy grl" بلحن أغنية فنانة الراب خيا لأغنية "My Neck, My Back"  تم إصدار الأغنية على SoundCloud في صيف عام 2017 ، ولفتت انتباه المنتج المعروف الذي هو مدير اعمالها الآن ماكس جوس ، أصبحت الاغنية مشهورة للغاية وكانت السبب الرئيسي في شهرة ساويتي كمغنية راب ، حصلت الاغنية على 88 مليون مشاهدة على يوتيوب.
أصدرت ساويتي اغنتين في نفس الشهر "foucs" و "High Maintenance".
في يناير عام 2018 ، حصلت على لقب «فنانة الاسبوع» من قِبل تطبيق تيدال الموسيقي وواحدة من أفضل الفنانيين الجدد لهذا الشهر ، خلال حدث سوبر بول في فبراير 2018 ظهرت في إعلان لشركة مستحضرات التجميل فينتي بيوتي للمغنية ريانا ، ووقعت مع شركة وارنر برذرز ، وقالت ساويتي في مقابلة مع مجلة الهيب هوب XXL
كنت اقوم بالكثير من كوفرز للأغاني ، لكن هذه هي المرة الأولى التي اقوم بها بأغاني اصلية من تسجيلي و غنائي ، أغادر الاستديو وأعود إلى المنزل و ارغب بالإستماع إلى نفسي حقًا عندما اسجل الاغاني
أصدرت ساويتي أول البوم لها مصغر يتكون من 9 اغاني بعنوان "High Maintenance"  في 16 مارس 2018 ، وتم إنتاجه مِن قِبل كاش موني و ابن عم ساويتي كزافييه لامار دوتسون ، حصلت أغنية "Icy Girl" على شهادة ذهبية في يونيو 2018 ، لبيعها 500000 في الولايات المتحدة وحصلت على شهادة البلاتينيوم في سبتمبر 2019.
أصدرت ساويتي ثاني البوم مصغر لها "icy" في 29 مارس 2019. تم إصدار أول أغنية منفردة بعنوان "My Type" ، كتبها ساويتي وأنتجها لندن هولمز ، وظهرت أغنية "My type"  لأول مرة في قائمة بيلبورد هوت 100 في المرتبة 81 ،ثم حصلت بعد ذلك على المرتبة 21 ، لتصبح أول أغنية لساويتي تدخل اعلى المراتب في قائمة بيلبورد هوت 100 ،  ، حققت أغنية "My Type" المرتبة رقم 1 في ريثم ردايو (Rythm radio) ، وحصلت على شهادة ذهبية.
تعاونت ساويتي مع ماركة PrettyLittleThing النسائية لإطلاق مجموعة ملابس نسائية من تصميم ساويتي تتكون من 59 قطعة ، "PrettyLittleThing x Saweetie" ، في سبتمبر 2019 ، ظهرت مجموعتها لأول مرة خلال اسبوع الموضة في نيويورك.

## الحياة الشخصية
ساويتي تواعد مغني الراب كويفو منذ 2018 حتى الآن.
هي ابنة عم الممثلة غابرييل يونيون ، جدها ويلي هاربر لعب كرة القدم لفريق سان فرانسيسكو 49) .

## روابط خارجية
- ساويتي على موقع IMDb (الإنجليزية)
- ساويتي على موقع ميتاكريتيك (الإنجليزية)
- ساويتي على موقع روتن توميتوز (الإنجليزية)
- ساويتي على موقع ميوزك برينز (الإنجليزية)
- ساويتي على موقع أول ميوزيك (الإنجليزية)
- ساويتي على موقع ديسكوغز (الإنجليزية)
- ساويتي على موقع قاعدة بيانات الفيلم (الإنجليزية)